# Esposizione di Hanoi
L'Esposizione di Hanoi fu un grande evento espositivo internazionale tenutosi nella città di Hanoi dal 16 novembre 1902 al 15 febbraio 1903.

## Sito
Per l'occasione Hanoi si dotò di un nuovo e appositamente costruito complesso espositivo, noto come il Grand Palais, progettato da Adolphe Bussy.

## Partecipanti
Alla fiera vennero esposti prodotti francesi e provenienti dal suo vasto impero coloniale. L'esposizione vide inoltre la partecipazione di diversi territori del sudest asiatico quali Birmania, Ceylon, Cina, Indie orientali olandesi, Formosa, India, Giappone, Malacca, Filippine, Siam e Singapore.